# Suzanne Tamim
Suzanne Tamim (Beirute, 23 de setembro de 1977 - Dubai, 28 de julho de 2008) foi uma cantora que ganhou fama no Mundo Árabe em 1996, quando ganhou o Studio El Fan, um show de talentos no Líbano.
Suzanne foi assassinada em 29 de julho de 2008, a mando de Hisham Talaat Moustafa, um político e empresário árabe. Suzanne foi sua amante.
Em 4 de março de 2010, Hisham e o assassino de Suzanne foram presos após julgamento. Hisham permanecerá preso por 15 anos, enquanto Mohsen al-Sukkari, o assassino, foi condenado a prisão perpétua.

## Carreira
Após ser descoberta em um programa de televisão, Tamim lançou seu primeiro álbum de estúdio, auto-intitulado. O álbum ganhou o disco de ouro no Líbano.
Em 2002, após seis anos de vários problemas pessoais, Suzanne lançou seu segundo álbum de estúdio, Saken Alby que quebrou recordes de venda.
Em maio de 2009, em comemoração ao julgamento dos assassinos de Tamim, a Rotana Records lançou a primeira compilação da carreira de Suzanne, auto-intitulado.

## Discografia
- 1996 - Suzanne Tamim
- 2002 - Saken Alby
- 2009 - Suzanne